# Xã Crow Wing, Quận Crow Wing, Minnesota
Xã Crow Wing (tiếng Anh: Crow Wing Township) là một xã thuộc quận Crow Wing, tiểu bang Minnesota, Hoa Kỳ. Năm 2010, dân số của xã này là 1.966 người.